# Рождествено (музей-усадьба)
Рожде́ствено — музей-усадьба в селе Рождествено Гатчинского муниципального округа Ленинградской области, филиал Государственного бюджетного учреждения культуры Ленинградской области «Музейное агентство».
В музее представлены экспозиции, посвященные истории села и его окрестностей, а также семье известного писателя, поэта, драматурга, переводчика, энтомолога Владимира Набокова (1899—1977).

## История

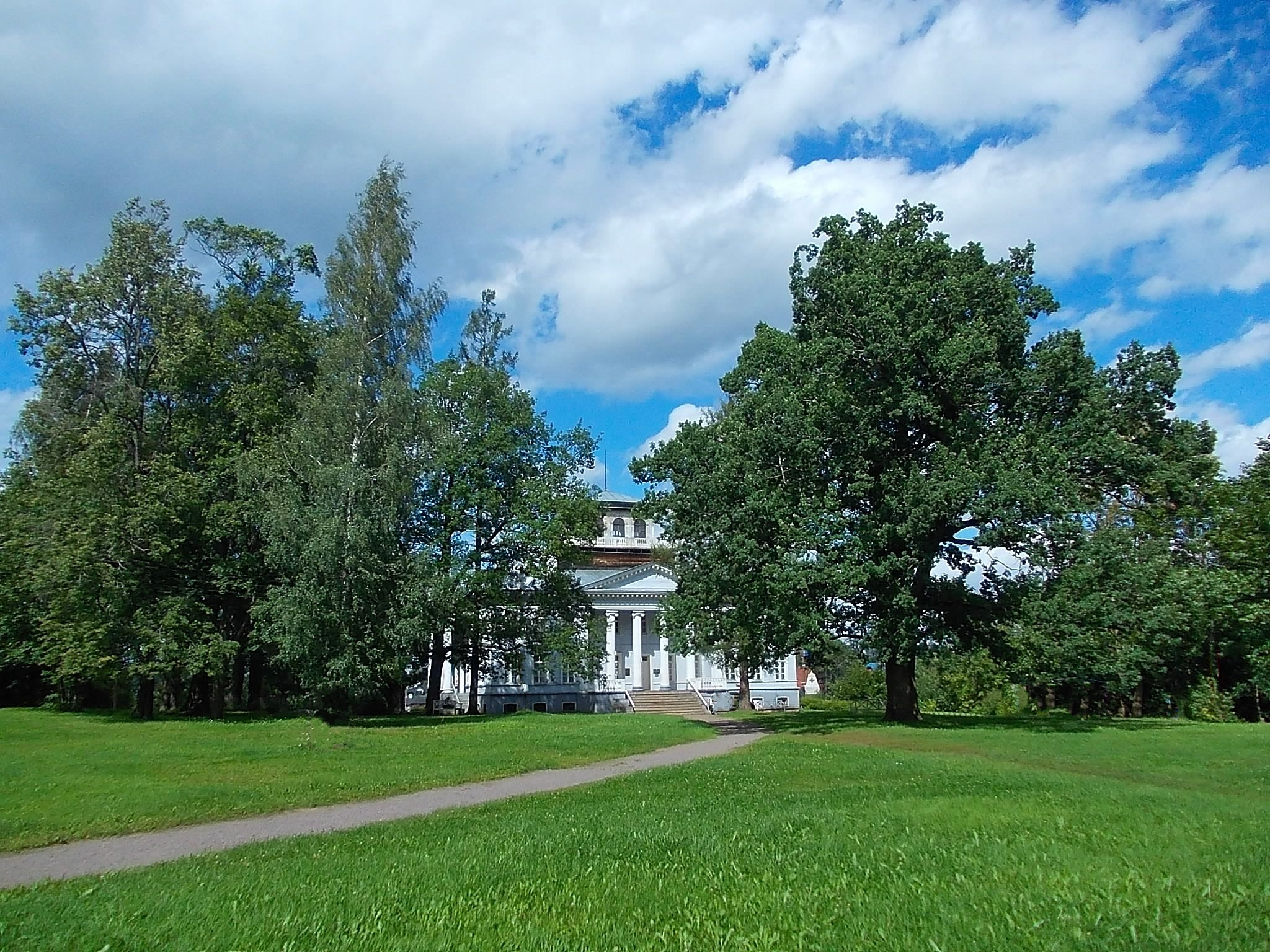
Вид из парка на усадебный дом

Усадебный дом, в котором расположен музей, был построен в конце XVIII века как «городнический дом». Архитектор здания неизвестен, высказываются ничем не подтверждённые предположения, что это могли быть И. Е. Старов, Ф. И. Волков или Н. А. Львов.
В феврале 1797 года по указу императора Павла I усадьба перешла во владение надворного советника Николая Ефремовича Ефремова. Рядом с домом разбивается пейзажный парк, строятся хозяйственные постройки.
В 1856 году имение было заложено в Петербургской сохранной казне, а в 1857 году его купила Ю. Д. Манухина. С 1872 по 1878 годы усадьба принадлежала купцу первой гильдии К. Я. Бушу.
В сентябре 1890 года имение покупает действительный статский советник, золотопромышленник Иван Васильевич Рукавишников. После этого в доме был проведён ремонт, а в усадьбе были построены птичники, конюшни, теплицы, теннисный корт. В 1901 году владельцем имения становится сын И. В. Рукавишникова Василий, а в 1916 году — племянник В. И. Рукавишникова Владимир Владимирович Набоков.
После 1917 года в усадьбе разместилось общежитие ветеринарного техникума. После войны в особняке разместилась сельская школа.
В 1957 году при рождественской сельской библиотеке была открыта выставка «Прошлое и настоящее села Рождествено и его окрестностей», на базе которой в ноябре 1959 года был создан общественный музей истории колхоза имени В. И. Ленина. В 1973 году колхоз получил бывший усадебный дом Рукавишниковых под новое помещение для музея. В 1974 году в трёх комнатах дома была открыта новая экспозиция, а также выставка «Набоков на Родине». В 1987 году музей был преобразован в государственный Рождественский историко-литературный и мемориальный музей В. В. Набокова.
В 1995 году здание сильно пострадало в результате пожара. Восстановление дома велось под руководством директора музея, архитектора Александра Александровича Сёмочкина. В 2002 году была открыта экспозиция, повествующая об истории усадьбы.

### Комментарии
1. ↑  Когда по распоряжению Екатерины II Рождествено был присвоен статус уездного города, усадьба была построена как дом городничего. Однако впоследствии уездным городом стала Гатчина, Рождествено осталось селом[1].

### Сноски
1. ↑  Аросев, 2021, Глава 3. Три усадьбы..